# Jezioro Krokodyli
Jezioro Krokodyli (arab. بحيرة التمساح, Buhajrat at-Timsah) – słonowodne jezioro położone pomiędzy północną i południową częścią Kanału Sueskiego w Egipcie. Leży nad nim miasto Ismailia. Od strony zachodniej z jeziorem łączy się Kanał Ismailijski. Po wschodniej części jeziora przebiega Kanał Sueski.
Na jeziorze jest kilka piaszczystych wysp. Nad jeziorem ulokowane są również piaszczyste plaże, przy których znajdują się ośrodki sportów wodnych i ośrodki wypoczynkowe.
Powierzchnia jeziora to ok. 14 km².